# Jacob Beels
Jacob Beels (overl. 1558) — in de historische bronnen vaak als ‘Beils’, ‘Beyls’ of ‘Beilz’ geschreven — was een notabele van Hoeke, momenteel een fusiegemeente van de Belgische stad Damme, maar in de eerste helft van de zestiende eeuw nog een juridisch onafhankelijk stad langs het Zwin. Het verval van de haven en de leegloop van de stad hadden zich toen reeds voltrokken. De leden van de kleine gemeenschap leefden grotendeels van landbouw. Beels bezat in 1554 15% van alle grond in de stad, naast de vele percelen die hij daarbuiten pachtte. 

## Afkomst
Jacob Beels had een stamboom met diepe wortels in de stad. Zijn grootvader was Quinten Beels (overl. 1498) die een carrière van 30 jaar in de Hoekse politiek had gehad. Na Quinten was ook zijn zoon Pieter (overl. 1517), vader van Jacob, actief in het Hoekse openbare leven. Zijn aanwezigheid was echter minder uitgesproken en minder lang. Dit had veel te maken met zijn vroege dood. De stadsrekeningen van Hoeke uit 1530 onthullen dat de voogden van de kinderen van Pieter een klein kapitaal aan de stad hebben geleend. Jacob Beels en zijn broer Cornelis waren op dat moment dus wees of halfwees, en ze waren duidelijk niet onbemiddeld.

## Leven
Kort na de dood van zijn vader startte het publieke leven van Jacob Beels. Zijn broer Cornelis liet al die ambten aan zich voorbijgaan. De dadendrang van Jacob leek onuitputtelijk. Hij trad op als schepen, burgemeester (21 keer) en schatbewaarder van de stad, en ontvanger en sluismeester van de watering van ’s Heer Baselishoek. Zowat alle stedelijke klussen werden door hem uitgevoerd, zijn naam werd een begrip op zich, hij werd het centrum van bestuur en beslissing. Jaar na jaar eigende Jacob Beels zich de beschikbare pachtgronden toe. Het land en de waterschep op de grens met de watering Greveninge kwamen in zijn bezit. Hij kocht grond die poorters uit Brugge jarenlang in Hoeke in bezit hadden gehouden. Hij trad zelf ook op als voogd van de wezen van de stad, een handige combinatie met zijn ambt als burgemeester en tresorier van de stad. Als voogd slaagde hij er relatief vlot in de nodige budgetten te verzamelen om de “zware lasten van de stad te dragen”. Die “lasten” waren ook de infrastructuurwerken in de stad. Onder zijn leiding werd het stadhuis van Hoeke grondig verbouwd en verfraaid. Tijdens die verbouwing zorgde hij eigenhandig voor het transport van de materialen tussen het kanaal en de werf. Hij gebruikte hiervoor zijn paarden en kar, en het waren zijn eigen knechten die hem daarbij assisteerden. 

## Magdaleena de Wielmaker, zijn vrouw
Jacob Beels was gehuwd met Magdaleena, de dochter van Jan de Wielmaker, een voormalig burgemeester van Hoeke, een tijd lang inwoner van het stadhuis, ontvanger van de watering ’s Heer Baselishoek en later ook baljuw van de twee steden Hoeke en Monnikerede. De stadsrekeningen van Hoeke onthullen na de dood van Jacob het bestaan van een wettelijke zoon — Boudewijn Jacobsseune Beels — en een bastaard: “Hansken”. Magdaleena zette als weduwe de pachten en de renten grotendeels verder, vermoedelijk geholpen door haar zoon, die echter vier jaar na de dood van zijn vader het leven liet. Het is duidelijk dat een deel van het bezit toch naar Hansken, de bastaard was gegaan. Wanneer Magdaleene na 18 jaar als weduwe stierf (in 1577), kwam haar welstand aan het licht. Het issue-recht was voldoende om de stadskist voor een jaar te vullen. Ze hertrouwde nooit, ze kon het zich vanwege haar bezittingen veroorloven. De laatste jaren was ze gestopt met het pachten van het land, de waterschep bleef tot haar dood in erfelijke cijns. Voor haar dood regelde ze nog meerdere jaargetijden. Volgens de kerkrekeningen werd de kist met haar lichaam begraven ”in de beste polder”. De grafzerk van Jacob Beels en Magdaleene bevindt zich momenteel nog in de Sint-Jacob de Meerderekerk van Hoeke. Het jaartal van de dood van Magdaleena werd daarin leeg gelaten.